# I3
i3 este un gestionar de ferestre cadru dezvoltat pentru X11, inspirat de wmii și scris în C. El suportă cadrarea, suprapunerea, și tabularea amplasării, totul în mod dinamic. Configurarea se face într-un fișier text simplu și extinderea i3 e posibilă utilizând Unix domain socket și interfața IPC bazată pe JSON din mai multe limbaje de programare.
Ca wmii, i3 utilizează un sistem de control foarte similar cu cel din vim. Implicit, focusul ferestrei e controlat de 'Mod1' (tasta Alt/tasta Win) plus tastele din rândul de bază (Mod1+J,K,L,;) din dreapta, pe când mutarea ferestrei se  controleaza cu adaugarea  tastei Shift (Mod1+Shift+J,K,L,;). 

## Obiectivele de proiectare
- Păstrează cod scris bine, documentat, care încurajează contribuțiile utilizatorilor.[3]
- Folosește XCB înloc de Xlib.
- Implementează funcționalități multi-monitor in mod corect, așa ca fiecare spațiu de lucru e asignat unui ecran virtual, și adaugarea ori eliminarea monitoarelor nu sunt destructive pentru ferestre.
- Implementează diferite moduri, similare cu editoarele de text vi și Vim. Așa ca, tastele au  funcții diferite care depind de modul în care se află gestionarul de ferestre.
- Folosește un arbore ca o abstracție (și structură de date respectivă) pentru gestionarea ferestrelor.
- Implementează codarea caracterelor UTF-8.

## Funcționalități
- Configurarea e făcută printr-un fișier text simplu  (găsit în ~/.config/i3/config).
- i3 poate fi customizat fără programare.[6]
- Contrar altor gestionare de ferestre cadru populare, cum e dwm, awesome, și xmonad, gestinarea ferestrelor e lăsată utilizatorului în i3. Ferestrele sunt ținute în interiorul containerilor, care pot fi împărțite vertical sau orizontal. Ele pot fi opțional redimensionate. Mai exista opțiuni pentru suprapunerea ferestrelor, precum și tabularea lora (similar cu interfața utilizată de navigatoare web).
- Folosește dmenu ca lansator de programe implicit, dar acesta poate fi schimbat.[6][7]

## Ferestre plutitoare de notificare
Deși i3 e gestionar de ferestre cadru, ferestrele specifice, ca ferestrele cu parole, implicit nu sunt desenate ca cadre noi; ele tot timpul sunt suprapuse in fața ferestrelor cadrate, în afara de modul ecran complet. Aceste ferestre plutitoare pot fi mutate și redimensionate liber, la fel cum pot fi în spații de lucru populare ca GNOME sau KDE Plasma.
Autorii i3 intenționează ca ferestrele plutitoare să fie folosite doar pentru ferestre de notificare.

## Galerie

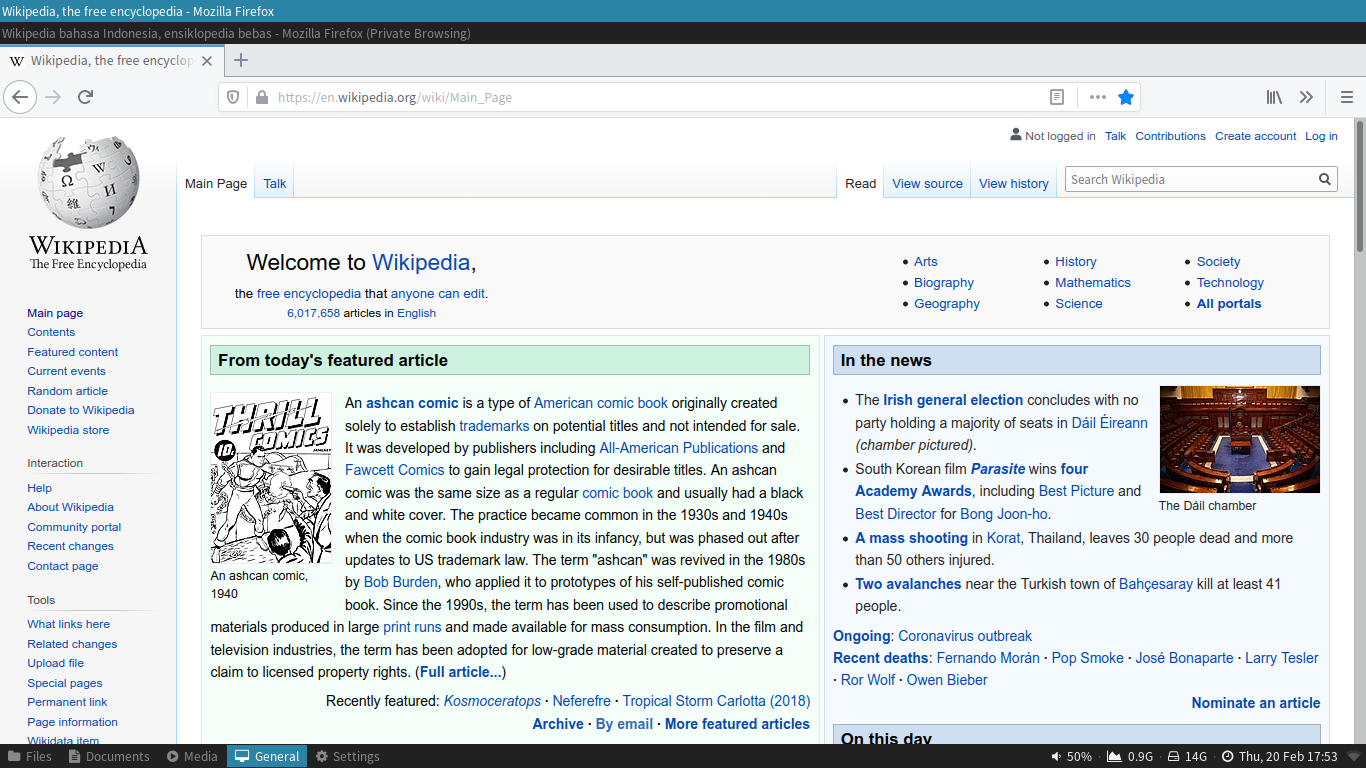
i3 cu amplasare suprapusă
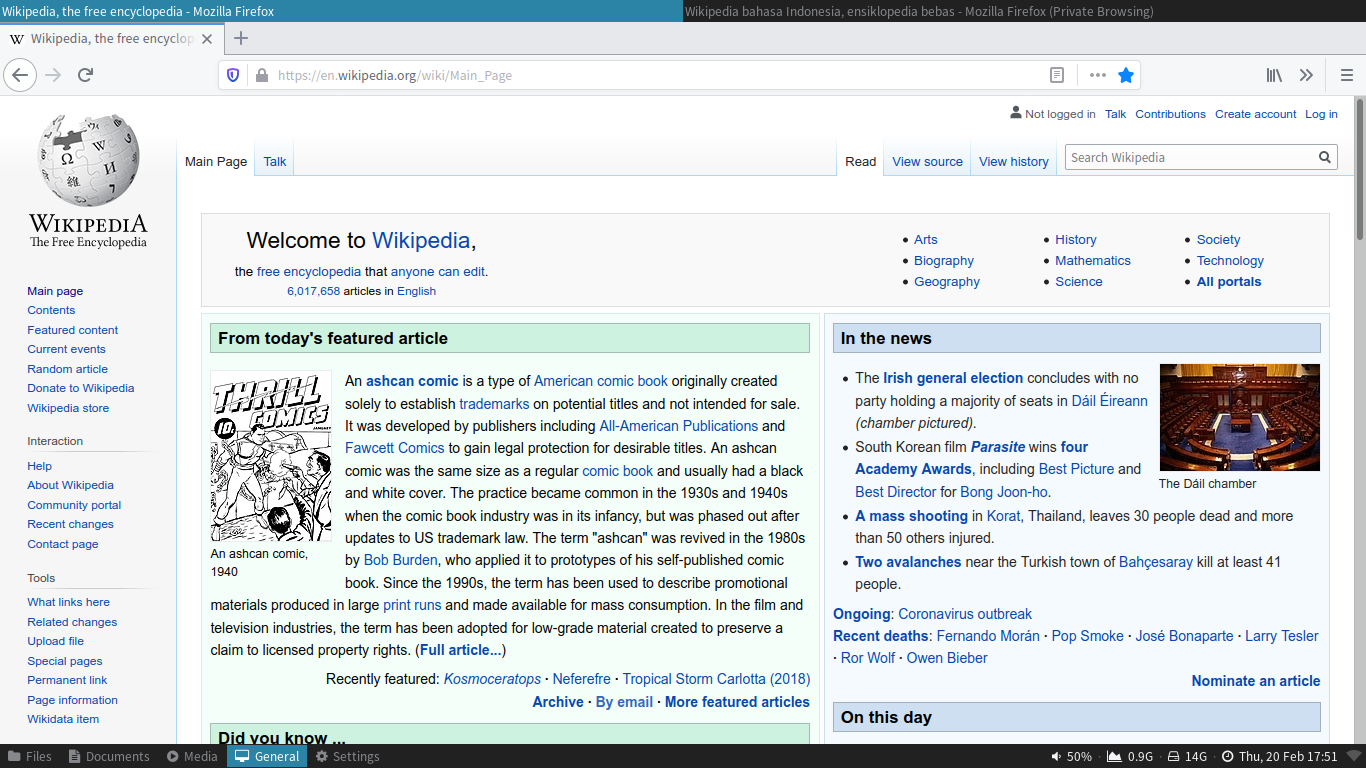
i3 cu amplasare tabulată
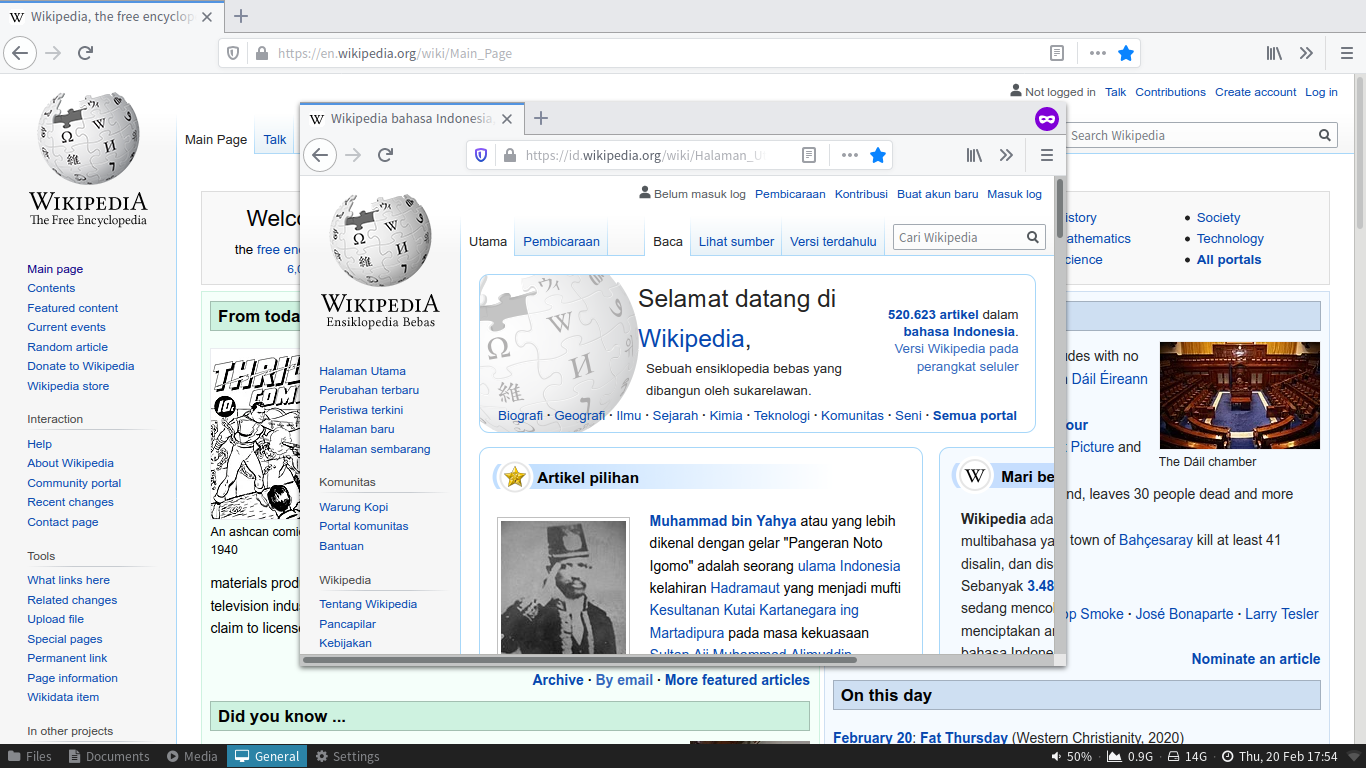
i3 cu fereastră plutitoare